# EZ Aquarii

O sistema estelar triplo Ez Aquarii.

EZ Aquarii, também conhecida como Luyten 789-6 e Gliese 866, é um sistema estelar triplo, localizado a aproximadamente em torno de 11,3 anos-luz (3,5 pc) de distância do Sol na constelação de Aquarius.
Todos as três componentes são anãs vermelhas do tipo M. O par EZ Aquarii AC formam um binário espectroscópico com uma órbita de 3,8 dias e uma separação de 0,03 UA. Este par faz parte de uma órbita com EZ Aquarii B que tem um período de 823 dias. As componentes A e B em conjunto de Luyten 789-6 emitem raios X.
EZ Aquarii está se aproximando do Sistema Solar e, em cerca de 32.300 anos, estará em sua distância mínima de cerca de 8,2 anos-luz (2,5 pc) do Sol. A simulação ChView mostra que atualmente sua estrela vizinha mais próxima é Lacaille 9352 em cerca de 4,1 anos-luz (1,3 pc) a partir de EZ Aquarii.